# 凡国
凡国，是中国历史上西周到春秋时期的一个小型诸侯国。姬姓，始封之君是周公旦之子。建都在今河南省新鄉市辉县市西南十公里的凡城，亡于秦國。